# Объектив
Объекти́в — оптическая система, являющаяся частью оптического прибора, обращённая к объекту наблюдения или съёмки и формирующая его действительное или мнимое изображение. В оптике рассматривается как равнозначное собирающей линзе, хотя может иметь иной вид, например, см. «Камера-обскура». Обычно объектив состоит из набора линз (в некоторых объективах — из зеркал), рассчитанных для взаимной компенсации аберраций и собранных в единую систему внутри оправы.
- По области применения объективы делятся на фотографические, киносъёмочные, аэрофотосъёмочные, телевизионные, репродукционные, проекционные, флюорографические, астрофотографические, а также объективы для невидимых областей спектра: инфракрасные и ультрафиолетовые[2].
- В наблюдательных оптических приборах (дальномер, бинокль, микроскоп) объективом называется (порой весьма условно) первый компонент прибора, создающий изображение, рассматриваемое через окуляр. В этом случае объектив может представлять собой и рассеивающую линзу (так построены видоискатели многих дальномерных и шкальных фотоаппаратов), а образуемое им изображение может быть мнимым.
- В зависимости от назначения и устройства, в конструкцию объектива могут входить вспомогательные элементы: диафрагма, для управления количеством проходящего света, система фокусировки, апертурный затвор, внутренние и встроенные бленды, светофильтры, системы оптической стабилизации, адаптивной и активной оптики.

## Характеристики объективов

### Основные
- Размер кадра и кроп-фактор:  малоформатные (современное название - "полнокадровые", "Full frame"), полуформатные (современные аналоги называются "APS объективы"), среднеформатные, крупноформатные с размером кадра 9×12 см и большим, миниатюрные (большая часть распространённых фотокамер) и т.д.
- Фокусное расстояние — расстояние от его оптического центра до фокуса, через который проходит Фокальная плоскость, в которой лежит плоскость сенсора (плёнки) при условии, что объектив наведен на бесконечность. Измеряется в миллиметрах;
- Кратность объектива с переменным фокусным расстоянием — отношение максимального фокусного расстояния к минимальному. Часто указывается сам диапазон фокусных расстояний;
- Угловое поле объектива тесно связано с его фокусным расстоянием и размером кадра. Иногда объективы применяются на фотокамерах с меньшим размером кадра, чем тот, на который они были изначально рассчитаны, и, соответственно, их угловое поле будет меньше, в зависимости от сенсора приемника. Для каждого определённого размера кадра существует ряд, однозначно связывающий угловое поле объектива с его фокусным расстоянием;
- Светосила;
- Максимальное относительное отверстие (иногда неправильно называемое светосилой);
- Уровень и характер оптических искажений (аберраций);
- Разрешающая способность;
- Тип байонета или диаметр резьбы для крепления к камере — для сменных фотографических или киносъемочных объективов;
- Коэффициент анаморфирования (анаморфозы) — для анаморфотных объективов;

### Дополнительные и уточняющие
- Рабочий отрезок или рабочее расстояние — для сменных объективов. Расстояние между опорной плоскостью присоединительной оправы и фокальной плоскостью объектива. В большинстве случаев определяется типом байонета, имеет важное значение для резьбовых типов крепления (так, объективы с присоединительной резьбой М39×1 выпускались и под рабочий отрезок 28,8 мм для дальномерных камер «Leica», «ФЭД», «Зоркий», и под рабочий отрезок 45,2 мм для зеркальных камер «Зенит»).
- Минимальное относительное отверстие (максимальное число диафрагмы, например, 16 или 22) — определяется конструктивными особенностями диафрагмы.
- Диаметр и шаг резьбы для присоединения светофильтров.
- Графики MTF (Модуляционная передаточная функция — уточняет разрешающую способность).
- Оптическая схема объектива. Большее количество линз позволяет конструкторам рассчитать объектив с лучше исправленными аберрациями, однако уменьшает светопропускание и повышает риск паразитных переотражений, снижающих контраст изображения. Кроме того, большее число поверхностей, которые надо полировать, увеличивает себестоимость производства и ужесточает требования к точности изготовления каждой детали. Именно поэтому до сих пор с успехом применяются и будут применяться такие простые оптические схемы, как Тессар.
- Наличие асферических линз.
- Наличие линз из специальных сортов стёкол (низкодисперсионных, с высоким коэффициентом преломления).
- Вид просветления.
- Конструкция и особенности оправы и байонета. Например, «Помповая» оправа (от сходства с помповым ружьём. Другое название — «тромбон») — изменение фокусного расстояния и наводка на резкость осуществляется одним кольцом, осевое перемещение которого меняет фокусное расстояние, а поворотом осуществляется наводка на резкость. Более традиционным является наличие двух различных органов управления.

## Классификация объективов для съёмки
- Штатный объектив — основной (наиболее часто используемый) объектив конкретного фотографа на конкретной камере. Часто штатным называют любой нормальный объектив.
- Ки́товый объектив (от англ. kit — комплект) — жаргонное слово — сменный объектив, которым комплектуется фотокамера при продаже. Часто подразумевается конкретный вариообъектив начального уровня, идущий с бюджетными камерами (EF-S 18-55mm f/3,5-5,6 у Canon, AF-S DX NIKKOR 18-55 mm f/3,5-5,6 VA у Nikon, 18-55 mm F/3,5-5,6 Sony, DA 18-55 mm f/3,5-5,6 AL у Pentax и т. д.)
- стандартный — довольно часто употребляется в совершенно разных смыслах: штатный, нормальный, комплектный (китовый).

### Типы объективов по конструкции (оптической схеме)
Создание объективов, свободных от искажений, длительное время было скорее искусством, чем наукой.
Особенно удачные схемы расположения линз остались в истории техники под собственными именами:
- Монокль — простейший объектив, состоящий из одной собирающей линзы.
- Перископ — симметричный объектив, состоящий из двух собирательных линз.
- Триплет Кука — наиболее распространённый вариант триплета, простейший анастигмат, состоящий из трёх несклеенных линз, двух собирающих и одной рассеивающей между ними.
- Ретрофокусный объектив — класс объективов, отличающихся тем, что их задний отрезок длиннее фокусного расстояния. Это позволяет спроектировать короткофокусный объектив с удлинённым задним отрезком. Получил популярность в связи с распространением однообъективных зеркальных камер.
- Телеобъектив — класс длиннофокусных объективов, у которых расстояние от передней оптической поверхности до задней фокальной плоскости меньше фокусного расстояния.

- Зеркально-линзовый объектив — класс объективов, которые, кроме линз, содержат зеркала. Как правило, по такой схеме делают длиннофокусные, и сверхдлиннофокусные объективы для уменьшения их габаритных размеров. Самые светосильные объективы ещё одна область катадиоптрических объективов. Заявлен зеркально-линзовый объектив с многократным отражением света «Origami» для сверхкомпактного оборудования[3].
- Зеркальный объектив содержит в конструкции только зеркала. Зеркала не обладают дисперсией, поэтому такие оптические схемы встречаются в астрономии, и во многих технических сферах, например, в нанолитографии[4].

### По виду применяемой оптической (аберрационной) коррекции
- Ахромат — объектив с корригированной хроматической аберрацией. У ахромата хроматизм исправлен для лучей двух длин волн, лучи остальных цветов сходятся недалеко от основного фокуса, и образуют т. н. вторичный спектр, или хроматизм высоких порядков.
- Апланат — объектив с исправленными сферической, хроматической, и аберрацией комы. Изначально так назывался объектив, с такими свойствами, состоящий из двух симметричных ахроматических линз.
- Анастигмат — объектив, у которого, помимо апланатической коррекции, дополнительно корригированы астигматизм, и кривизна поля. В анастигматах в той или иной степени корригированы все шесть основных аберраций. Практически все современные фотографические, киносъёмочные и телевизионные объективы — анастигматы.
- Апохромат — объектив, хроматическая аберрация которого корригирована лучше, чем у ахромата. В отличие от него, у апохромата хроматизм положения исправлен для лучей трёх длин волн, т. о. значительно улучшается качество изображения, особенно у телеобъективов (уменьшаются зелёные и фиолетовые каёмки).
- Полуапохромат — ахромат, хроматизм которого исправлен для лучей двух длин волн, но при этом вторичный спектр сильно уменьшен по сравнению с обычным ахроматом.
- Суперапохромат (Суперахромат) — объектив, у которого хроматизм исправлен для лучей четырёх длин волн.

Для объективов микроскопов применяются также следующие термины:
- Планахромат —
- Планапохромат —
- Стигмахроматы —
- Микрофлюары — объективы, в которых аберрации для одной из трёх длин волн исправлены в пределах 0,25 {\displaystyle \lambda }.

### По диапазону значенийфокусного расстояния
- Фикс — любой объектив с фиксированным фокусным расстоянием, жаргонное слово, сокращение, используемое для противопоставления вариообъективам. В кинематографическом обиходе такие объективы называются дискретными.
- Вариообъектив, Зум (англ. Varifocal lens, zoom) — объектив с переменным фокусным расстоянием (трансфокатор (англ. Parfocal lens)).

### По способу фокусировки
- Автофокусный — объектив, снабжённый исполнительным механизмом автофокуса и соответствующим интерфейсом для соединения с камерой.
- Ручной — объектив, требующий ручной фокусировки соответствующим механизмом.
- Фикс-фокус — объектив, сфокусированный на конкретную дистанцию (чаще всего на гиперфокальное расстояние или «бесконечность») и зафиксированный на заводе в этом положении до конца эксплуатации[5].

### По угловому полю (фокусному расстоянию)
Широко применяется классификация фотографических объективов по угловому полю, по эквивалентному фокусному расстоянию (значение, какое будет иметь объектив, если при сохранении его угла зрения масштабировать его матрицу до размеров кадра 24 × 36 мм), или по фокусному расстоянию, отнесённому к размерам кадра. Эта характеристика во многом определяет сферу применения объектива:
- Нормальный объектив — объектив, у которого фокусное расстояние примерно равно диагонали кадра. Нормальный объектив занимает положение между широкоугольным и портретным объективом. Для 35-мм плёнки диагональ кадра составляет 43 мм, и нормальным считается объектив с фокусным расстоянием 35—70 мм, при этом самое популярное значение, со временем ставшее стандартом — 50 мм. Угловое поле нормального объектива лежит в диапазоне от 45° до 60°[6]. Считается, что восприятие перспективы снимка, сделанного нормальным объективом, наиболее близко к нормальному восприятию перспективы окружающего мира человеком.[7][8]
- «Рыбий глаз», «Фишай» — объектив, с угловым полем в 180° и более. Характеризуется изначально присущей ему сильно выраженной дисторсией, без которой такие углы обзора реализовать невозможно. Различают «круговые фишаи» — с изображением в виде круга, диаметром, равным высоте кадра, или менее, и «диагональные фишаи» — с обычным полнокадровым изображением, и полем зрения по диагонали 180°.
- Сверхширокоугольный объектив — объектив, угловое поле которого составляет 83° и более, а фокусное расстояние меньше малой стороны кадра. Сверхширокоугольные объективы обладают преувеличенной передачей перспективы и часто используются для придания изображению дополнительной выразительности.
- Широкоугольный объектив (син. короткофокусный объектив) — объектив, с угловым полем от 63° до 82° включительно, фокусное расстояние которого меньше широкой стороны кадра. Часто используется для съёмки в ограниченном пространстве, например, интерьеров.
- Портретный объектив — объектив, фокусное расстояние которого занимает промежуточное положение между нормальным и длиннофокусным. Стандартные характеристики — 85 мм при диафрагме 1/2,0 (варьируется от 1/2,8 до 1/1,2). При меньшем фокусном расстоянии объективы дают ракурсные искажения, изменяющие пропорции лица. В то же время, при увеличении фокусного расстояния, кроме благоприятного уменьшения ракурсных искажений, появляется возможность, для хорошего размытия фона, обходится меньшей светосилой объектива, поэтому граница между портретным и длиннофокусным объективом условна. Обычно подразумевается диапазон в 2—4 диагонали кадра, то есть объектив с фокусным расстоянием 85—150 мм и угловым полем 16°—28°. Для портретного объектива, кроме технических параметров, важен характер оптического рисунка и боке.
- Длиннофокусный объектив (telefoto) — объектив, у которого фокусное расстояние превышает диагональ кадра в 2—3 и до семи раз. Имеет угловое поле от 10° до 39° (фокусные расстояния 85—300 мм), и предназначен для съёмки удалённых предметов.
- Сверхдлиннофокусный объектив (supertelefoto) — объектив, угловое поле которого менее 9° (фокусные расстояния более 300 мм).

В настоящее время массовое применение получил тип объективов с переменным фокусным расстоянием, называемый вариообъектив (трансфокатор, «зум» (англ. Zoom)).
- Вид на одно и то же место с различными фокусными расстояниями
- 17 мм
- 35 мм
- 50 мм
- 100 мм
- 200 мм
- 1000 мм
- 2000 мм

### По назначению (съёмочные объективы)
Существенное значение имеет назначение объектива. Перед тем как приступить к съёмке, всегда возникает вопрос о том, что снимать.
- Портретный объектив — используется для съёмки портретов. Должен давать мягкое изображение без геометрических искажений. В качестве портретных часто используются телеобъективы или объективы с фиксированным фокусным расстоянием в диапазоне 80—200 мм (для плёнки 35 мм). Классическими являются 85 мм и 130 мм. Специализированный портретный объектив спроектирован так, что минимальные аберрации показывает при фокусировке с нескольких метров, то есть именно при съёмке портрета, в ущерб качеству изображения «на бесконечности». Практически обязательным для портретного объектива является большое (лучше, чем 2.8) относительное отверстие, и очень важен характер бокэ;
- Макрообъектив — объектив, специально корригированный для съёмки с коротких дистанций, сопоставимых с его фокусным расстоянием. Как правило, применяется для макросъёмки небольших объектов крупным планом, вплоть до масштаба 1:1. Позволяют производить съёмку с повышенным контрастом и резкостью. Обладают меньшей светосилой, чем аналогичные по фокусному расстоянию объективы другого типа. Типичное фокусное расстояние — от 50 до 180 мм. Кроме того, обычно имеет специальную оправу, допускающую большое выдвижение[9];
- Длиннофокусный объектив — как правило, используется для съёмки удалённых объектов. Длиннофокусный объектив, в котором расстояние от передней оптической поверхности до задней фокальной плоскости меньше фокусного расстояния, именуется телеобъектив;
- Репродукционный объектив — используется при пересъёмке чертежей, технической документации и т. д. Должен обладать минимальными геометрическими искажениями, минимальным виньетированием и минимальной кривизной поля изображения;
- Шифт-объектив (объектив со сдвигом, от англ. shift) — используется для архитектурной и иной технической съёмки и позволяет предотвратить искажение перспективы.
- Тилт-объектив (разновидность шифт-объектива с функцией наклона, от англ. tilt) — используется для получения резкого изображения неперпендикулярных оптической оси объектива протяжённых объектов при макросъёмке, а также для получения художественных эффектов.[10].
- Тилт-шифт объектив — класс объективов, сочетающий в себе сдвиг и наклон оптической оси. Позволяет использовать возможности карданных камер в малоформатной фотографии. Крупнейшие производители фототехники имеют в линейке оптики хотя бы один такой объектив, например, Canon TS-E 17 F4L.
- Стеноп (пинхол) (объектив камеры-обскуры, небольшое отверстие, от англ. pinhole) — используется для съёмок пейзажей или иных объектов с очень большими выдержками и с получением в одном кадре одинаково резкого изображения от макрорасстояний до бесконечности;
- Софт-объектив (мягкорисующий объектив, от англ. soft) — объектив с недоисправленными аберрациями, обычно сферической, или с вносящими искажения элементами конструкции. Служит для получения эффекта размытости, дымки и т. п. при сохранении резкости.[11] Применяются в портретной съёмке. Немного сходный эффект дают так называемые «фильтры мягкого фокуса»[12];
- Суперзум (тревел-зум) (англ. travel zoom) — универсальный вариообъектив относительно малого веса и максимального диапазона фокусных расстояний. Используется при пониженных требованиях к качеству снимка и повышенных — к оперативности использования и массе.
- Ультразум — суперзум, который отличается повышенными кратностью диапазона фокусных расстояний, обычно начиная с пяти.
- Гиперзум — суперзум. Распространены в профессиональных видеокамерах и компактных фотоаппаратах, например, Fujinon A18x7.6BERM[13], Angenieux 60x9,5[14], Nikon Coolpix P500 (кратность 36), Sony Cyber-shot DSC-HX100V (кратность 30), Canon PowerShot SX30 IS (кратность 35), Nikon Coolpix P90 (кратность 24). Качество изображения объектива, необходимое в видеокамерах, особенно стандартной четкости, позволяет строить объективы с большой кратностью. Кроме того, при малой диагонали матриц видеокамер и компактных фотоаппаратов габариты вариообъектива с большим диапазоном фокусных расстояний несравнимо меньше, чем были бы при таких же параметрах для формата APS-C. Студийные видеокамеры могут оснащаться вариообъективами с кратностью, равной 50 и даже 100[15].

### По передаче пропорций изображения
- Сферические (аксиально-симметричные) — объективы, дающие изображение, конгруэнтное объекту съёмки. Такие объективы содержат линзы только с симметричными относительно оптической оси (сферическими или асферическими) преломляющими поверхностями;
- Анаморфотные — киносъёмочные объективы для кинематографических систем с анаморфированием. Такие объективы кроме аксиально-симметричных линз содержат компоненты с цилиндрическими преломляющими поверхностями[16];

### По назначению (прочие объективы)
- Проекционный объектив — используется в проекторах. В отличие от съёмочных объективов, устойчив к значительному нагреву в интенсивном световом потоке. Обладает более простой конструкцией оправы и не оснащен механизмом диафрагмы.
- Объектив микроскопа или микрообъектив — см. Оптический микроскоп#Объективы.
- Объектив телескопа — имеет большие размеры (величину апертуры), для достижения максимальной разрешающей способности и светосилы. Бывают линзовые, зеркальные (Параболоид вращения) и зеркально-линзовые.
- Объектив фотоувеличителя — оправа не имеет механизма наводки на резкость, но имеет диафрагму.

## Принадлежности для объективов
Совместно с объективами используются светофильтры, макролинзы, телеконверторы, широкоугольные и теленасадки, другие объективы посредством оборачивающих колец, реверсивные кольца, повышающие и понижающие кольца, удлинительные макрокольца, компендиумы, кольцевые крепления на корпус объектива для установки его на штатив.

## Производство объективов
Производство объективов — высокотехнологичная область, оно требует значительных исследований, сложной аппаратуры для обработки стекла, комплекса научно-технических исследований в области расчёта формы линз, нанесения просветляющих покрытий и др.

### Распространённые марки объективов
Многие объективы имеют собственные имена, присвоенные им фирмой-разработчиком.
- Алиса
- Волна
- Гелиос
- Зенитар
- ЗМ
- Зоннар
- Индустар
- Калейнар
- Мир
- МТО
- Ноктилюкс
- Ортагоз
- Роденштокк (Rodenstock GmbH
- Пеленг
- Рубинар
- Руссар
- Таир
- Тессар
- Эльмарит
- Эра
- Юпитер

### Производители объективов
- Angenieux[фр.]
- Canon
- Carl Zeiss (один из старейших легендарных производителей высококачественной оптики)
- Fujinon[англ.]
- Leica (легендарный производитель оптики)
- Minolta (производитель оптики с байонетом Minolta AF/Minolta MD/MC/SR и др. Фотоподразделение впоследствии поглощено первоначально Konica Minolta, а затем Sony).
- Nikkor (торговая марка Nikon Corporation)
- Pentax
- Samyang
- Sigma (производитель сменной оптики под различные системы)
- Sony (производитель сменной оптики с байонетами α-mount и E-mount. Байонет α-mount является полностью совместимым с байонетом Minolta AF)
- Schneider Kreuznach
- Takumar[англ.]
- Tamron (производитель сменной оптики под различные системы)
- Tokina (производитель сменной оптики под различные системы)
- Voigtländer
- Zuiko Digital (торговая марка Olympus)
- Зенит — Красногорский завод им. С. А. Зверева (ОАО КМЗ) Архивная копия от 14 марта 2022 на Wayback Machine
- ЛЗОС — ОАО «Лыткаринский завод оптического стекла»
- ЛОМО (объективы микроскопов и телескопов)
- Юпитер (Валдай)

## Дополнительные изображения
- Объективы: длиннофокусный, портретный, штатный
- Современный объектив «Canon EF 17-40 L»
- Объективы различных типов камер с многослойным просветлением.